# Alioune Ndoye
Alioune Ndoye (Rufisque, 5 ottobre 2001) è un calciatore senegalese, attaccante del Servette in prestito dal Valmiera.

## Carriera

### Club
Il 28 agosto 2020 viene acquistato a titolo definitivo dalla squadra lettone del Valmiera.

## Statistiche

### Presenze e reti nei club
Statistiche aggiornate al 5 novembre 2023.
| Stagione        | Squadra         | Campionato      | Campionato | Campionato | Coppe nazionali | Coppe nazionali | Coppe nazionali | Coppe continentali | Coppe continentali | Coppe continentali | Altre coppe | Altre coppe | Altre coppe | Totale | Totale |
| Stagione        | Squadra         | Comp            | Pres       | Reti       | Comp            | Pres            | Reti            | Comp               | Pres               | Reti               | Comp        | Pres        | Reti        | Pres   | Reti   |
| --------------- | --------------- | --------------- | ---------- | ---------- | --------------- | --------------- | --------------- | ------------------ | ------------------ | ------------------ | ----------- | ----------- | ----------- | ------ | ------ |
| ago.-nov. 2020  | Valmiera        | VL              | 7          | 2          | CL              | 1               | 1               | -                  | -                  | -                  | -           | -           | -           | 8      | 3      |
| 2021            | Valmiera        | VL              | 8          | 4          | CL              | 2               | 1               | UECL               | 2                  | 0                  | -           | -           | -           | 12     | 5      |
| 2022            | Valmiera        | VL              | 22         | 7          | CL              | 1               | 1               | UECL               | 2                  | 0                  | -           | -           | -           | 25     | 8      |
| 2023            | Valmiera        | VL              | 13         | 2          | CL              | 2               | 1               | UCL+UECL           | 2+4                | 0+2                | -           | -           | -           | 21     | 5      |
| Totale carriera | Totale carriera | Totale carriera | 50         | 15         |                 | 6               | 4               |                    | 10                 | 2                  |             | -           | -           | 66     | 21     |